# Eggstöcke
Die Eggstöcke, bestehend aus Hinter Eggstock (2455 m ü. M.), Mittler Eggstock (2420 m ü. M.), Vorder Eggstock (2449 m ü. M.) und Leiteregg (2310 m ü. M.), sind eine Gipfelgruppe in den Glarner Alpen in der Schweiz. Im Norden des Ferienortes Braunwald gelegen führt über alle vier Gipfel ein dreiteiliger Klettersteig (siehe Braunwalder Klettersteig).
Der höchste Gipfel der Eggstöcke ist mit 2455 m ü. M. der Hinter Eggstock.

## Routen zum Gipfel
Der Hinter Eggstock ist über einen hochalpinen (blau-weiss markierten) Bergweg ab Gumen (Braunwald) über Bützi und Ober Boden zu erreichen. Die anderen drei Gipfel, aber auch der Hinter Eggstock, sind über den Klettersteig verhältnismässig leicht besteigbar.
Darüber hinaus befinden sich in den Südwänden der Eggstöcke diverse Kletterrouten in unterschiedlichen Schwierigkeitsgraden. Unterhalb des Leitereggs befindet sich ausserdem ein Klettergarten.

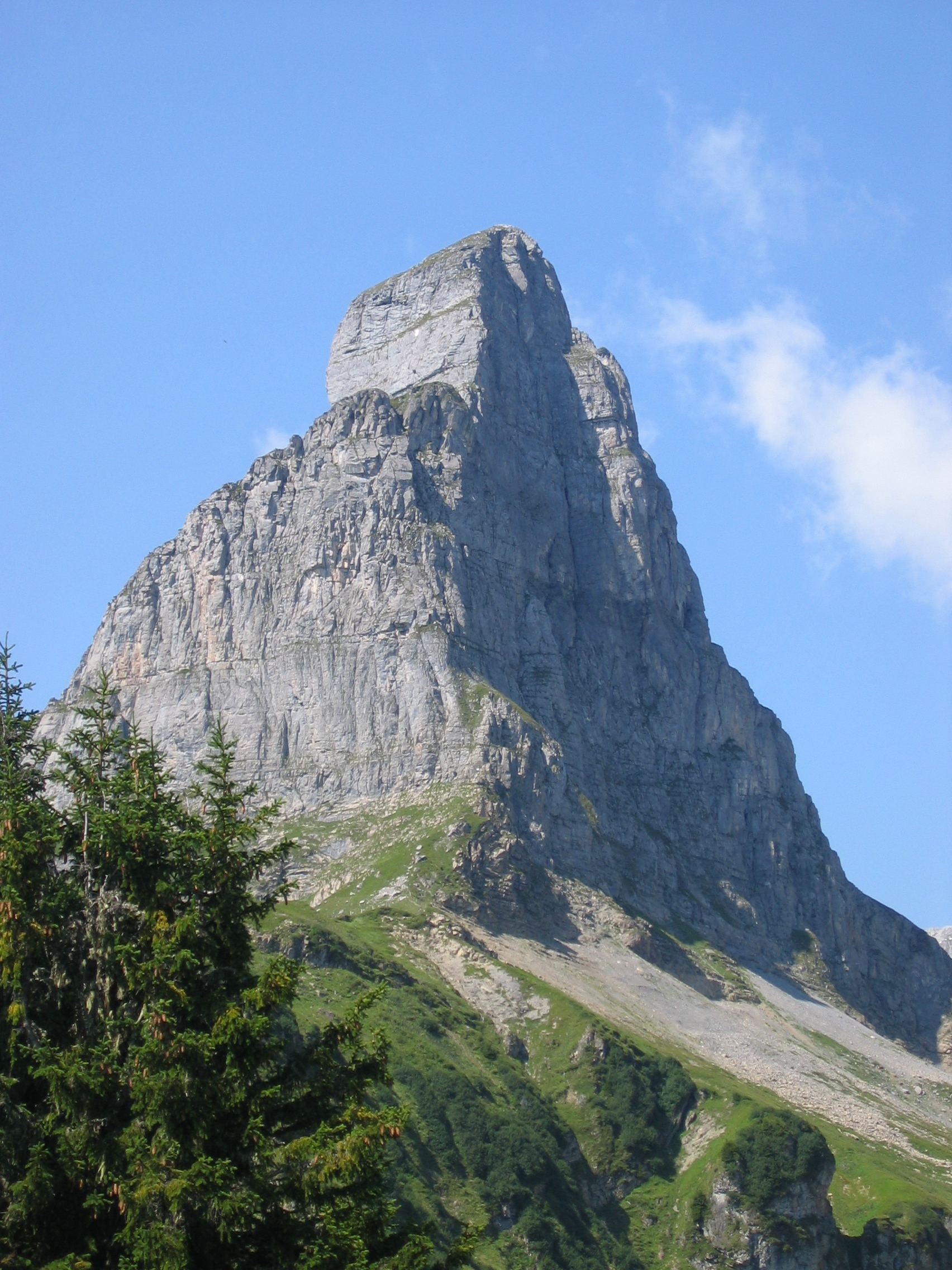
Leiteregg (vorne) und Vorder Eggstock vom Kneugrat nahe Braunwald aus
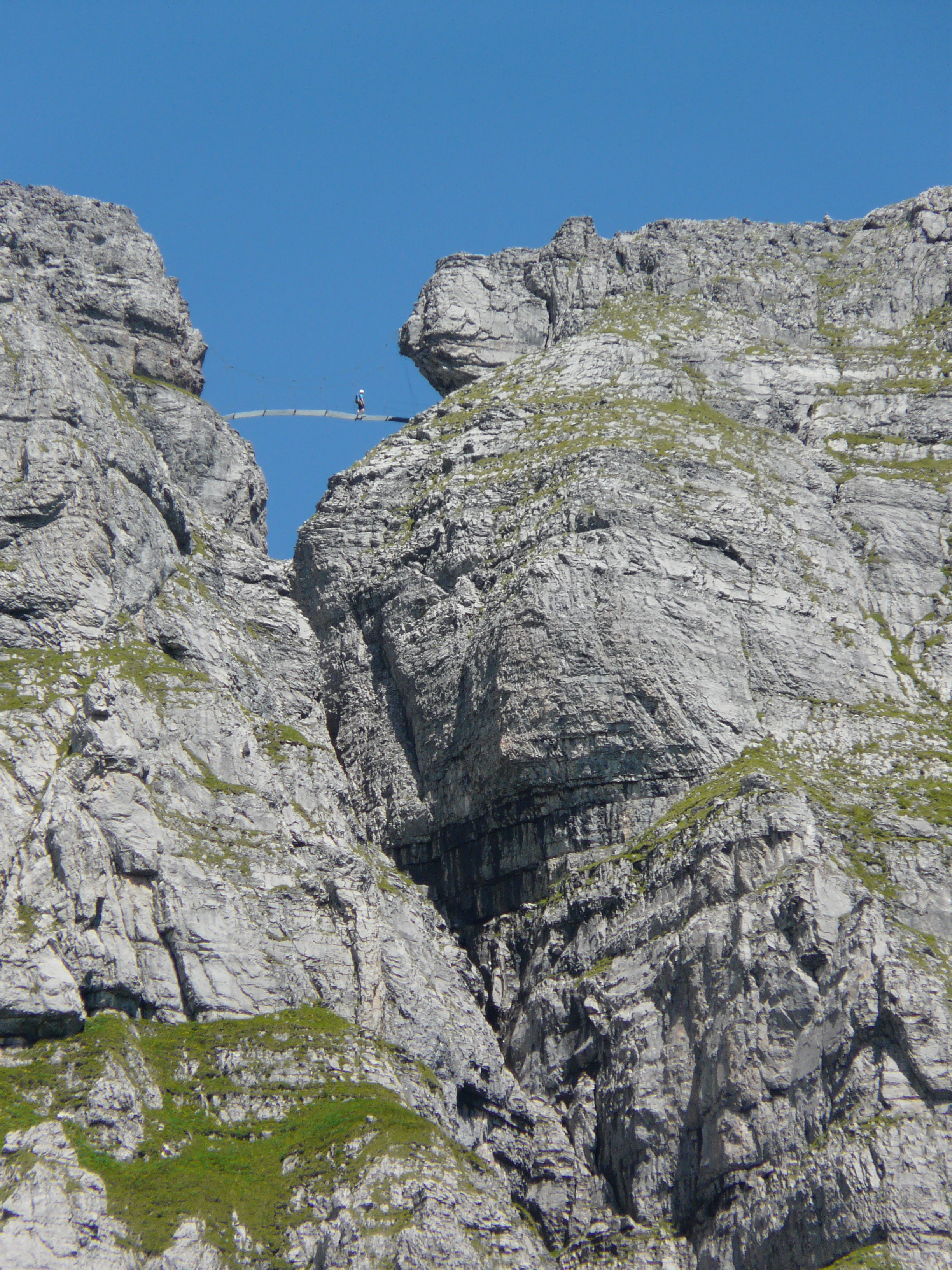
Klettersteig zwischen den Eggstöcken
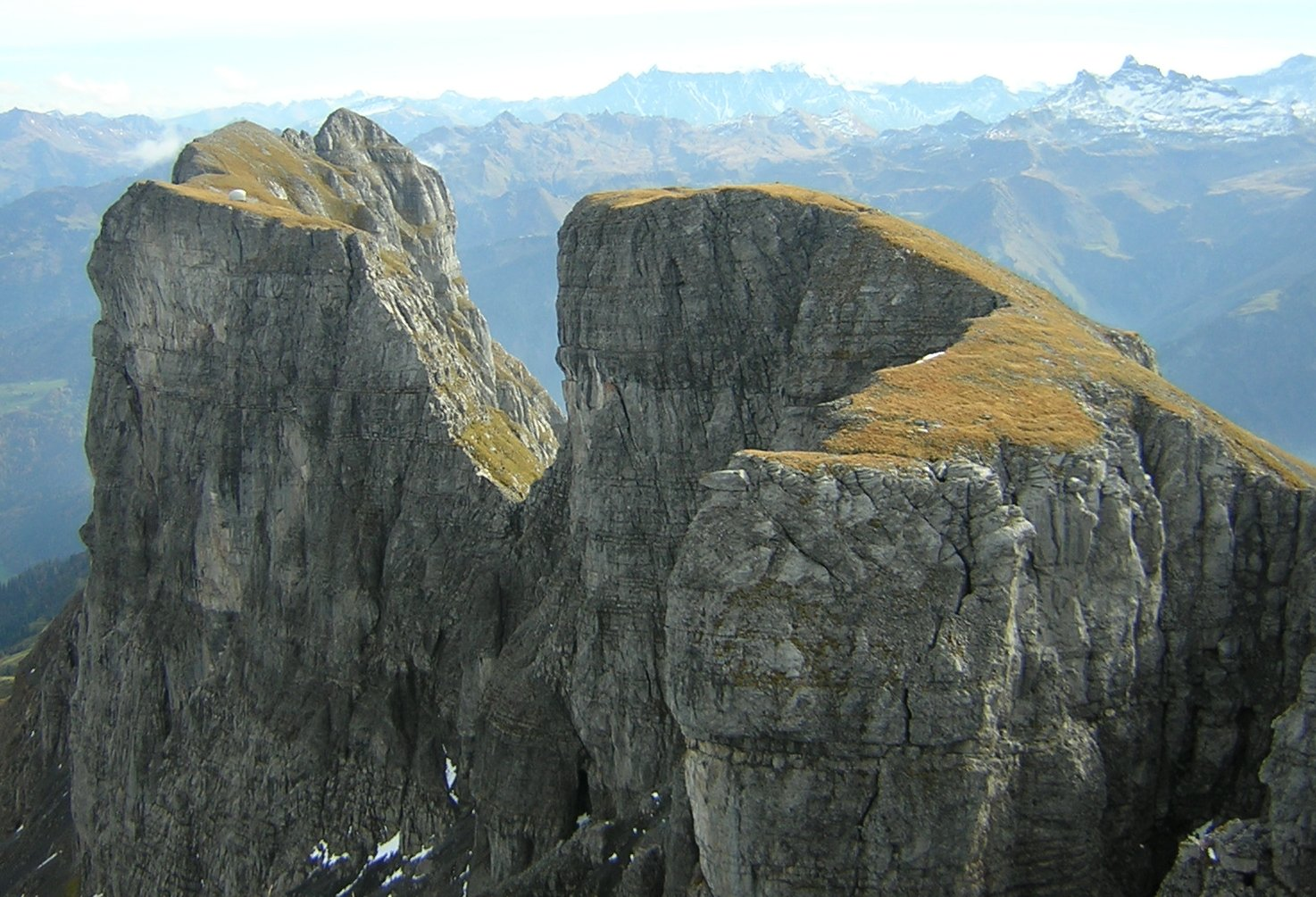
Blick vom Hinter Eggstock auf Vorder und Mittler Eggstock
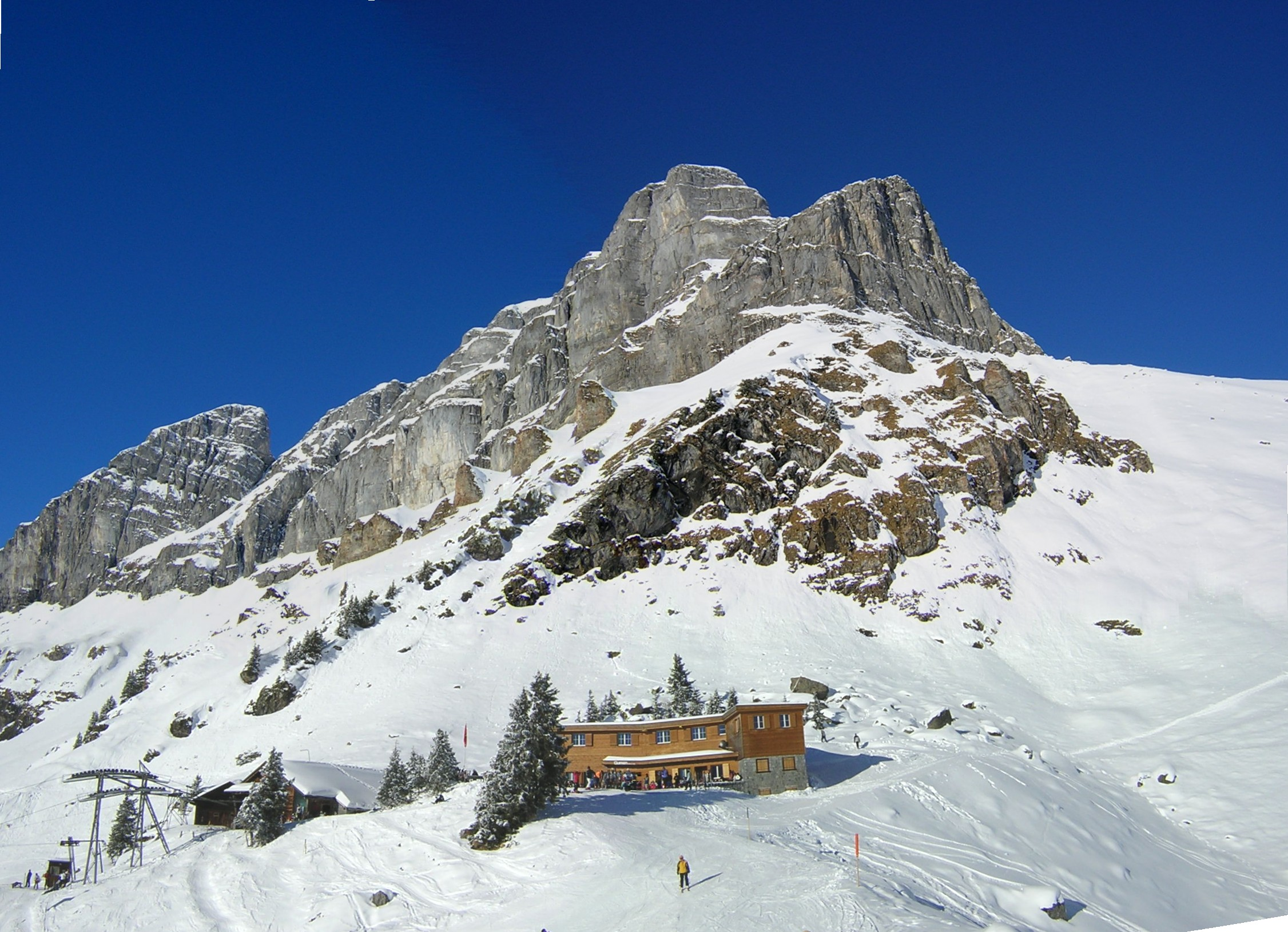
Die Eggstöcke vom Gumen aus gesehen (Gumenhaus im Vordergrund)